# Kostel Nanebevzetí Panny Marie (Brno-město)
Jezuitský kostel Nanebevzetí Panny Marie se nachází v brněnské městské části Brno-střed v katastrálním území Město Brno. Je chráněn jako kulturní památka České republiky.

## Historie
Ve středověku stál na tomto místě ženský klášter zvaný Cella Sanctae Mariae vyznávající řeholi sv. Augustina, který roku 1240 při městské hradební zdi založil měšťan Oldřich Niger a který byl podle první převorky Herburgy nazýván Herburský klášter. Jeho gotický kostel Panny Marie již během stavby vyhořel a od roku 1280 byl vystavěn znovu. Klášter zanikl roku 1578, kdy zbylé řeholnice odešly do Pustiměře a objekty byly předány jezuitům. Ti z areálu vytvořili jezuitskou kolej a začali komplex přestavovat. V roce 1599 zahájili stavbu nového kostela Nanebevzetí Panny Marie v manýristickém slohu a o čtyři roky později byl vysvěcen.
V letech 1662 až 1668 jezuité, kteří zde tehdy působili, dali kostel znovu přestavět a rozšířili jej podle projektu Jana Křtitele Erny. V letech 1732–1733 kostel upravoval další významný brněnský architekt Mořic Grimm, poté byl ještě upravován interiér.
Jezuité kostel i kolej opustili po zrušení řádu v roce 1773. Klášter poté sloužil jako kasárna a kostel jako kostel vojenský. V rámci asanace starého Brna byl v roce 1904 celý areál jezuitské koleje zbořen a ušetřen zůstal pouze jeho vstupní portál a celý chrám. Podobně jako mnoho dalších brněnských kostelů, i tento byl při bombardování města za druhé světové války vážně poškozen. V průběhu dalších let byl však znovu opraven.

### Program záchrany architektonického dědictví
V rámci Programu záchrany architektonického dědictví bylo v letech 1995–2014 na opravu kostela čerpáno 3 500 000 Kč.
| rok    | 2001  | 2002 | 2003 | 2004  |
| ------ | ----- | ---- | ---- | ----- |
| částka | 1 000 | 700  | 800  | 1 000 |

## Interiér

### Hlavní oltář
Na hlavním oltáři je obraz Nanebevzetí Panny Marie z počátku 40. let 18. století od Felixe Antona Schefflera, který nahradil původní obraz od Františka Ř. I. Ecksteina z roku 1735. Na menze stojí v proskleném rámu kopie milostného obrazu Panny Marie z římské baziliky Panny Marie Sněžné. Podle tradice jej zdejší koleji daroval řádový generál sv. František Borgiáš. Sousoší sv. Františka Xaverského s pohanem a sousoší sv. Ignáce z Loyoly se sv. Františkem Borgiášem a Bohem Otcem v nástavci vytvořil ve štuku Jan Jiří Schauberger.

### Boční oltáře, lodi a kaple
Felix Antonín Scheffler namaloval obrazy jezuitů svatých Františka Borgiáše s Aloisem Gonzagou a Stanislavem Kostkou a japonských mučedníků svatých Jakuba Kisai, Jana de Goto a Pavla Mikiho z doby kolem roku 1740. Týž malíř je autorem protějškových obrazů Vyvolení a Zatracení v mariánské kapli, kde je také socha Madony s dítětem od vlámského sochaře Jana van der Furth z roku 1670. Dřevořezby dvou adorujících mouřenínů v životní velikosti v kapli sv. Františka Xaverského, vyřezal v 60. letech 18. století Ondřej Schweigl. 
V obvodových zdech bočních lodí je ve vpadlých polích namalován mariánský cyklus, který vytvořil benátský malíř Baldassare d'Anna v manýristickém stylu počátkem 17. století, V letech 1840 a 1843 byly olejomalby zčásti přemalovány. Sochařská výzdoba bočních oltářů pochází od neznámého, zřejmě řádového sochaře inspirující se dílem Schaubergera.

### Kazatelna, lavice a zpovědnice
Barokní zděná kazatelna z roku 1743 má bohatou sochařskou výzdobu. Dřevořezby na dřevěném korpusu tvoří reliéfy Utišení bouře na moři a Kristova kázání, na parapetu jsou dřevěné sochy evangelistů Marka a Lukáše, stříšku zdobí symboly evangelistů Matouše a Jana, na jejím vrcholu je monumentální socha žehnajícího Krista Salvátora. 
Na protilehlé straně proti kazatelně se nachází podobně řešený zděný útvar, který tvoří nástavec pro oltář s gotickou dřevořezbou ukřižovaného Krista. Stříšky zpovědnic opatřil roku 1747 sousošími Krista s kajícníky sochař Jan Adam Nesmann. Chórové lavice datované do let 1602–1605 vyřezala dílna Emericha Thurna.

### Betlém
Po náletu v listopadu 1944 byl kostel vážně poškozen, a to včetně jeho vybavení. V letech 1945 až 1952 byl kostel rekonstruován, z této doby také pochází současný betlém. Tvoří jej dekorativní pozadí, doplněné malovaným obrazem krajiny. Sádrové figury, které darovali jednotliví farníci, znázorňují Svatou rodinu, pastýře a Tři krále. Původně byl součástí betléma větší počet figur, některé však byly na počátku 21. století odcizeny.

### Sakristie
Podle společného projektu Vyšší odborné školy restaurátorské a mnichovského Goering Institutu byl v letech 2015–2017 restaurován mobiliář sakristie kostela. Následně budou restaurovány i fresky a podlaha.

### Krypta
V řádové kryptě jezuitů spočívají ostatky P. Martina Středy, rektora zdejší jezuitské koleje, významné postavy období Třicetileté války v Brně, který zemřel v pověsti svatosti a o jehož blahořečení se snaží diecéze a jezuitský řád.

### Varhany
Třímanuálové varhany firmy Mathis na kruchtě kostela byly postaveny roku 2014.

### Zvony
Dva zvony ve věži odlil roku 1648 Hans Knauf "von Troppa" (z Opavy?), na větším jsou kromě nápisů reliéfy Panny Marie Assumpty, sv. Ignáce a Františka Xaverského, srdce je pozdější s letopočtem 1741. Menší zvon má na plášti medailon s Kristovou hlavou, pašijové scény a nápis.

## Galerie

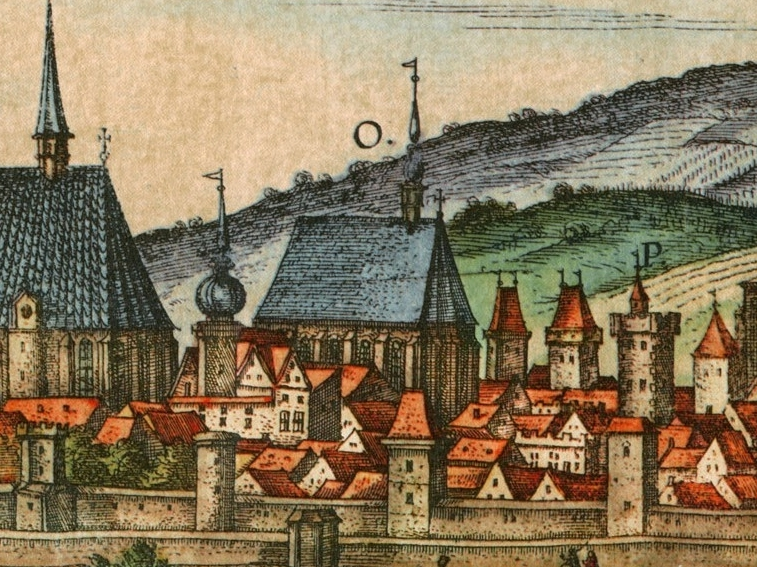
Kostel na vedutě Jorise Hoefnagela z roku 1617
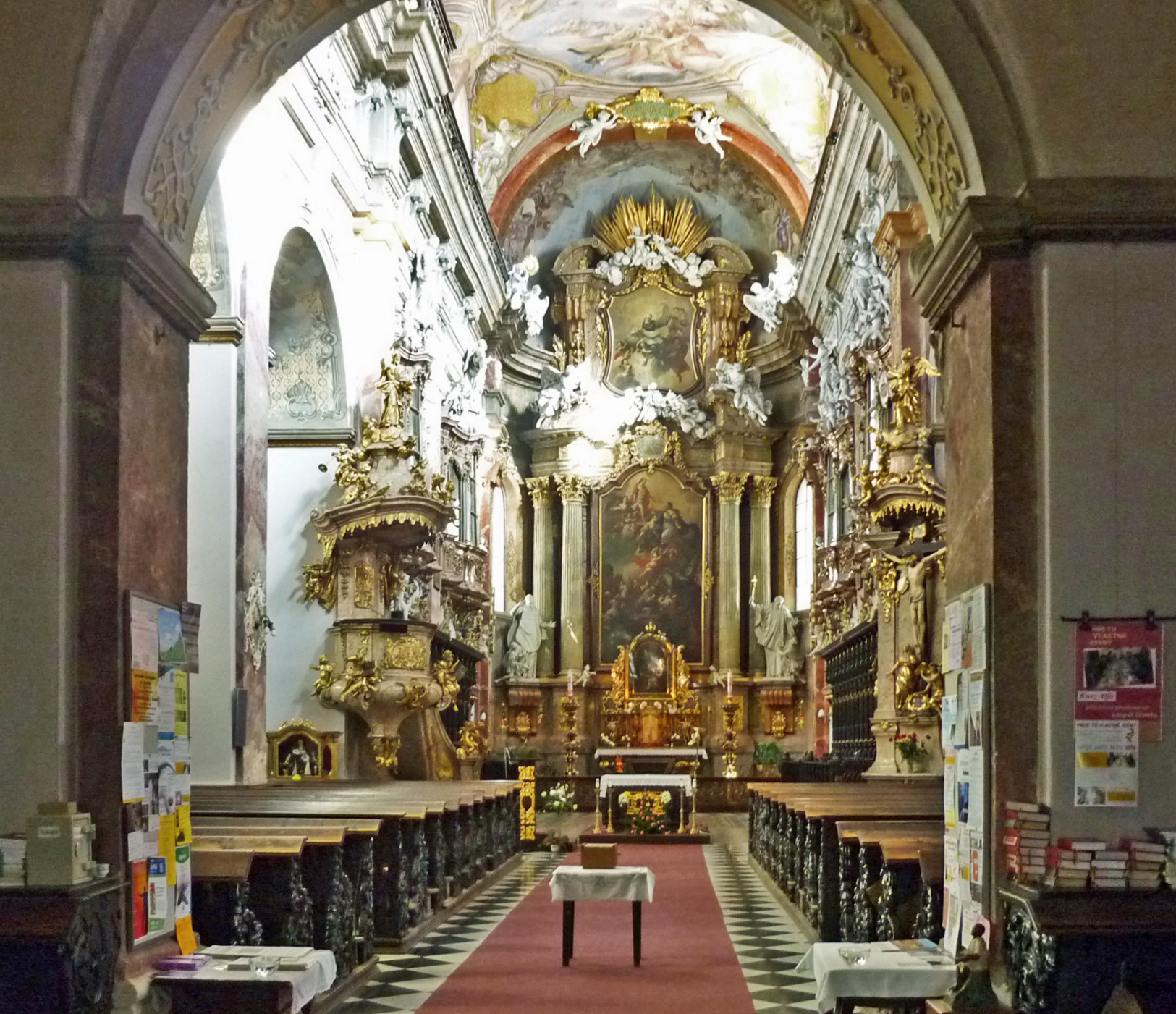
Hlavní oltář, kazatelna a lavice
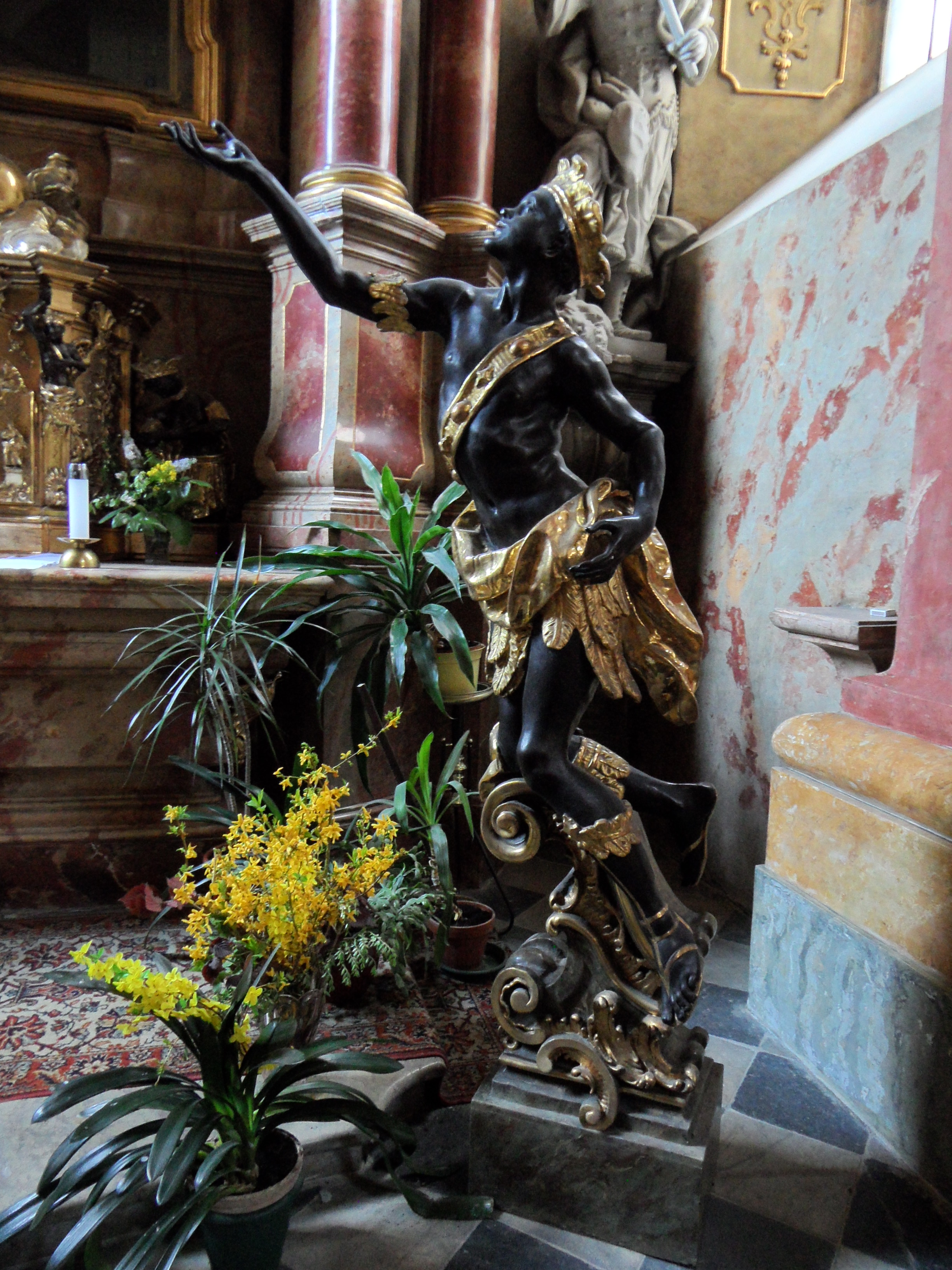
Socha mouřenína